# Can Sorts
Can Sorts és un edifici del municipi d'Aiguafreda (Osona) que forma part de l'Inventari del Patrimoni Arquitectònic de Catalunya.

## Descripció
És un edifici de planta baixa i un pis, cobert amb teulada a dos vessants. Els murs són fets de carreus i arrebossats. La façana ha perdut la seva simetria original arran d'una ampliació. La llinda clou la part superior del portal d'entrada.